# Антипиретики
Антипире́тики (лат. antipyretic; от др.-греч. ἀντί — против + πῦρ — огонь, жар) — группа лекарственных средств, обладающих жаропонижающим действием. Используются для снижения высокой температуры тела при лихорадке. Основной принцип действия антипиретиков — снижение установочной точки терморегуляции в гипоталамусе, при этом они не снижают температуру тела ниже нормальной и не сокращают общей длительности лихорадочного периода.
Антипиретической активностью обладают большей частью анальгетики (парацетамол, феназон и другие) и нестероидные противовоспалительные препараты (такие, как ацетилсалициловая кислота, ибупрофен и т. п.).